# (33446) Michaelyang
1999 FU23 (asteroide 33446) é um asteroide da cintura principal. Possui uma excentricidade de 0.15446570 e uma inclinação de 3.01226º.
Este asteroide foi descoberto no dia 19 de março de 1999 por LINEAR em Socorro.